# The Nines
(Tagline del film)
The Nines è un film in tre episodi del 2007 scritto e diretto da John August, al suo esordio alla regìa d'un lungometraggio.
È stato presentato al Sundance Film Festival e alla Settimana internazionale della critica della 64ª Mostra internazionale d'arte cinematografica di Venezia.

## Trama

### Parte 1: The Prisoner
Il noto attore Gary viene tenuto, a sua insaputa, prigioniero dalla sua produttrice, Margaret, venendo controllato giorno e notte da sofisticati congegni elettronici. La vicina di casa, Sarah, cercherà di aiutarlo cercando di fargli capire la situazione in cui si trova.

### Parte 2: Reality television
Gavin e Susan sono autore e produttrice di un episodio pilota di una serie tv. Grazie ad alcune indagini di gradimento capiscono che se vogliono che la serie abbia successo devono liberarsi della collaboratrice, nonché amica, Melissa.

### Parte 3: Knowing
I coniugi Gabriel e Mary si trovano in macchina con la loro bambina Noelle, quando hanno un incidente in una strada isolata di montagna. Mentre Gary si avventura alla ricerca di soccorsi, la figlia e la moglie scoprono la vera identità del padre tramite una videoregistrazione. Ma anche Gabriel capirà chi è veramente dopo l'incontro con la misteriosa Sierra.

## Produzione
Il film è stato girato 22 giorni a Los Angeles e 2 a New York.

## Distribuzione
Legata al film vi è una iniziativa voluta dal regista, infatti sul suo sito personale si può scaricare in formato MP3 un file audio con i commenti del regista, da poter ascoltare durante la visione del film.